# Herefordshire
 Herefordshire (pronunciat /ˈhɛrᵻfərdʃər/), abreujat Herefs. o Hfds. és un dels 39 comtats històrics d'Anglaterra, que limita amb els comtats de Shropshire al nord, Worcestershire a l'est, Gloucestershire al sud-est, els comtats gal·lesos de Gwent al sud-est i Powys a l'oest.
Amb arrels gal·leses, Herefordshire va començar a ser una divisió administrativa en època anglosaxona i oficialment un comtat des de l'època normanda. Entre el 1974 i el 1998, va formar part del comtat anomenat Herefordshire i Worcester, el qual va ser abolit. Actualment és un comtat cerimonial que conté un sol districte administratiu. La seva població és majoritàriament rural, llevat de la capital, Hereford. La pagesia és la principal activitat econòmica, motiu pel qual la poma verda és el símbol del comtat. El producte més exportat és una espècie bovina que porta el nom de Hereford. En els darrers anys els principals conreus són: el maduixot i la patata.

## Geografia

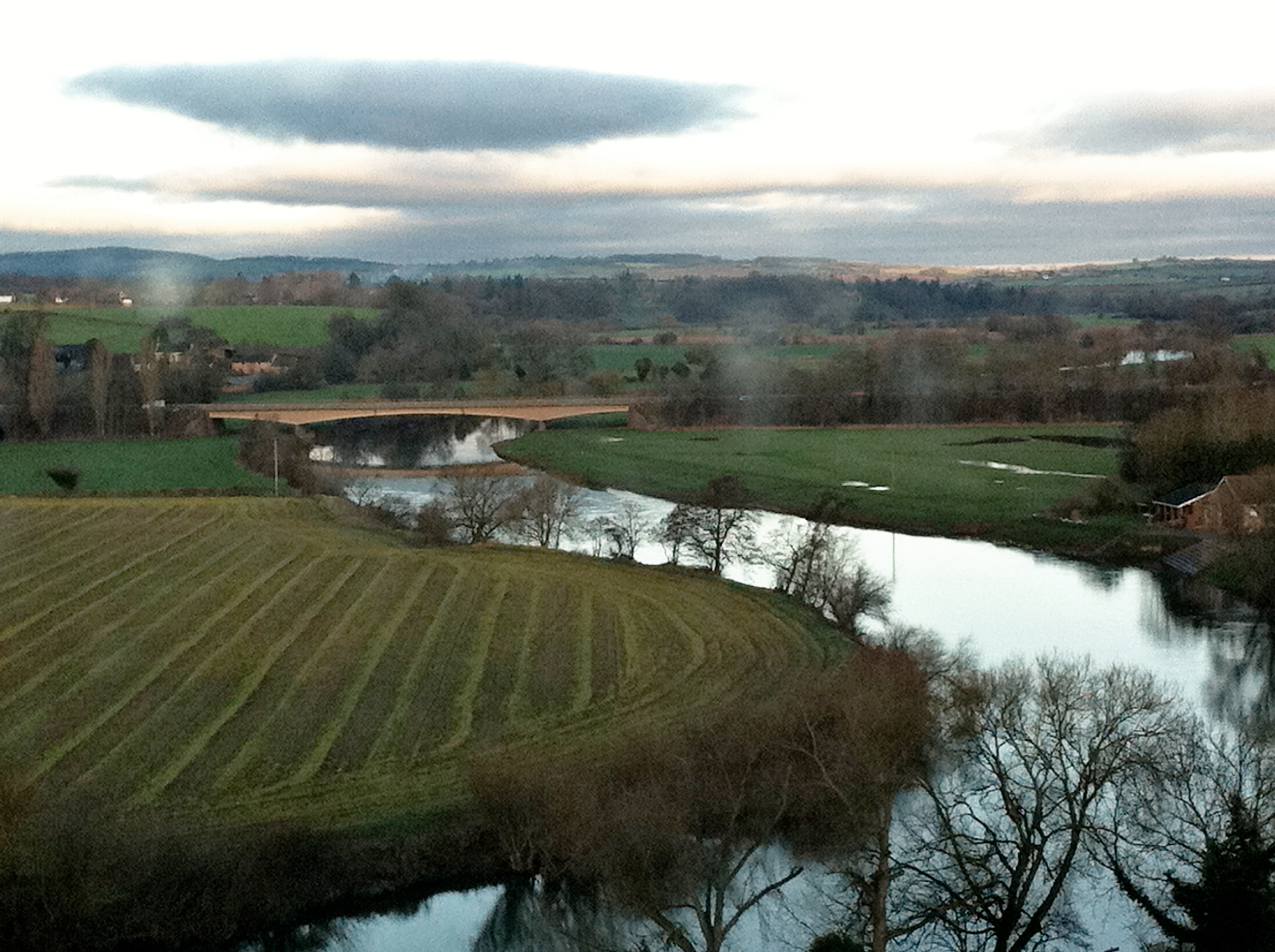
El riu Wye passant a prop de Ross-on-Wye

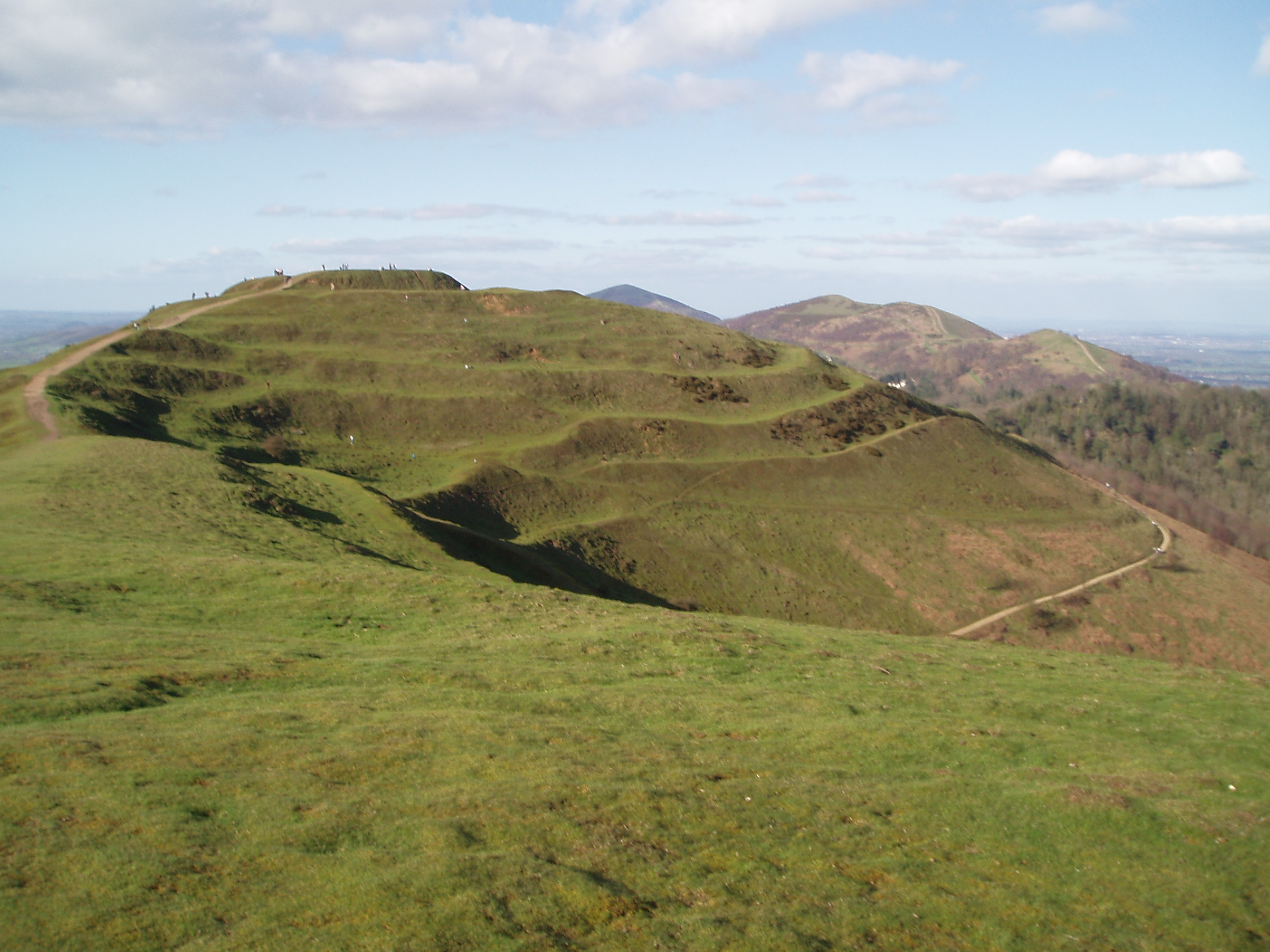
Herefordshire Beacon

Els pujols ondulats de marga que caracteritzen el paisatge d'aquest comtat estan envoltats per les muntanyes de Gal·les a l'oest; els Malvern Hills a l'est, marcant la frontera amb Worcestershire; els Clent Hills de Shropshire al nord i el bosc de Dean al sud.
El riu Wye, que té 217 km i és el cinquè més llarg del Regne Unit, entra en el comtat poc després de marcar la frontera amb Powys, passa entre Hereford i Ross-on-Wye i tot seguit torna a Gal·les. La vila de Leominster està a la vora del riu Lugg, un afluent del Wye.
Hi ha dues àrees declarades de destacada bellesa natural (AONB), una d'elles està a l'entorn del Herefordshire Beacon, un turó de 338 m, al cim del qual hi ha les restes d'una fortificació de l'edat del ferro. L'altra és la vall del Wye, que està al sud de Hereford.
L'organització Plantlife va convocar una consulta per saber quina planta o flor podria representar millor cada comtat i el 2004 per Herefordshires va escollir el vesc. Aquest no va ser gaire acceptat i el consell del comtat va preferir emprar la poma verda en el seu emblema.
Històricament els rius Wye, Teme i Lugg eren navegables però les variacions estacionals en el nivell del cabal feien que només les embarcacions de poca calada els poguessin fer servir. Hi ha centres de piragüisme (Hereford Youth Service i Kerne Bridge) a Ross-on-Wye, població on també hi ha clubs de rem. A començaments del segle xix es va construir un canal per millorar la navegació, el Canal de Herefordshire i Gloucestershire, i el Canal de Leominster i Stourport però no van tenir èxit. Actualment el primer d'aquests està en projecte de ser restaurat, cosa que implica la construcció d'una nova resclosa a la ciutat de Hereford, com a part de la regeneració urbanística d'Edgar Street. Del projecte del canal s'encarreguen, però, un petit grup de voluntaris i no hi ha data fixada per reobrir-lo a vaixells grans.

## Història
La història de Herefordshire comença quan només era una comarca en època del rei Etelstan (895–939). Anteriorment aquest territori formava part dels regnes gal·lesos, principalment d'Ergyng; aquests orígens es fan palesos en el dialecte local que conserva moltes paraules en gal·lès i en la toponímia. Els primers colons anglosaxons, els magonsaetes, eren una tribu pertanyent al regne de Hwicce, que s'estenia per tota la vall del riu Severn. Es deia que els magonsaetes habitaven les terres entre els rius Wye i Severn. El comtat és esmentat a la Crònica anglosaxona (1051) on es dona a entendre que el nom deriva de l'expressió "Here-ford", que en anglès antic vol dir «emplaçament de soldats a la vora d'un gual», que és el nom de la capital Hereford. El títol de comte de Herford el va crear Guillem el Conqueridor i el va concedir a William FitzOsbern, vers l'any 1067, però quan el fill d'aquest, Roger, va ser proscrit el 1074, el títol va passar a Henry de Bohun, vers el 1199. Va estar en possessió dels Bohun fins a la mort de Humphrey de Bohun, el 7è comte, l'any 1373; el 1397 Henry, comte de Derby, per matrimoni amb Mary de Bohun, va assumir el títol i, quan des que va ser nomenat rei Enric IV d'Anglaterra, els portadors del títol ja no serien comtes sinó ducs de Hereford.
Segons el Domesday Book (1086) el comtat estava organitzat en dotze hundreds, que difereixen en nom i extensió respecte dels esmentats en el document anomenat Hundred Rolls del 1274. En la següent llista està en primer lloc el nom que cada hundred tenia en el Domesday i entre parèntesis el nom en el Rolls:
| - Bromsash - Castlery - Cutestornes - Dinedor - Ewias - Greitrewes - Hazeltree – Hezetre - Plegelgete - Radlow - Sellack - Stradel - Tornelaus | - Broxash - Ewyas-Lacy - Greytree - Grimsworth - Radlow - Stretford - Webtree - Wigmore - Wolphy - Wormelow |

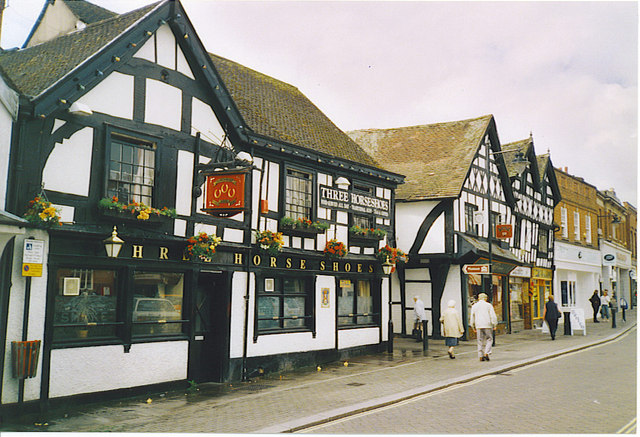
Antigues tavernes a Leominster

El 1606 es va emetre una llei que declarava Hereford lliure de la jurisdicció del Consell de Gal·les, organisme presidit pels cavallers de la Marca al qual estava adscrit, però això no va ser efectiu fins al regnat de Maria II i Guillem. A partir de llavors la capital sempre seria Hereford: el lloc on es reunien els tribunals (quarter sessions) i des d'on es recaptaven els impostos.
L'any 1974 es va crear un nou comtat anomenat Hereford i Worcester, amb territori pres de Hereford i Worcestershire i estava dividit en 4 districtes: Sud Herefordshire, Hereford, Malvern Hills i Leominster. Aquest comtat va ser dissolt el 1998, i els territoris es va retornar als respectius comtats.
L'actual comtat de Herefordshire és un comtat cerimonial i està constituït per un sol districte administratiu, que té gairebé la mateixa extensió que tenia el comtat històric abans del 1974.
El nou districte de Herefordshire va entrar en vigor el 19 de juliol de 1996 i el nou comtat l'1 d'abril del 1998 en compliment de la llei del 1996. Aquesta llei establia la creació d'un consell que tindria unificades les funcions pròpies d'un consell de comtat i les d'una autoritat unitària, ja que Herefordshire és oficialment una autoritat unitària pel que fa a qüestions de govern local. El Consell del Comtat de Herefordshire va absorbir les àrees administratives que anteriorment eren districtes: Leominster, Sud Herefordshire, Hereford Ciutat (ajuntament de Hereford) i parts dels Malvern Hills. El consell té un executiu format per 53 consellers que escullen anualment el seu president.
La llei de lloctinències del 1997 va donar a Herefordshire la categoria de comtat cerimonial. Pel que fa a les estadístiques de l'Eurostat correspon a la regió NUTS 3 (codi UKG11) i és un dels tres comtats que componen la regió NUTS 2: Herefordshire, Worcestershire i Warwickshire.

## Poblacions

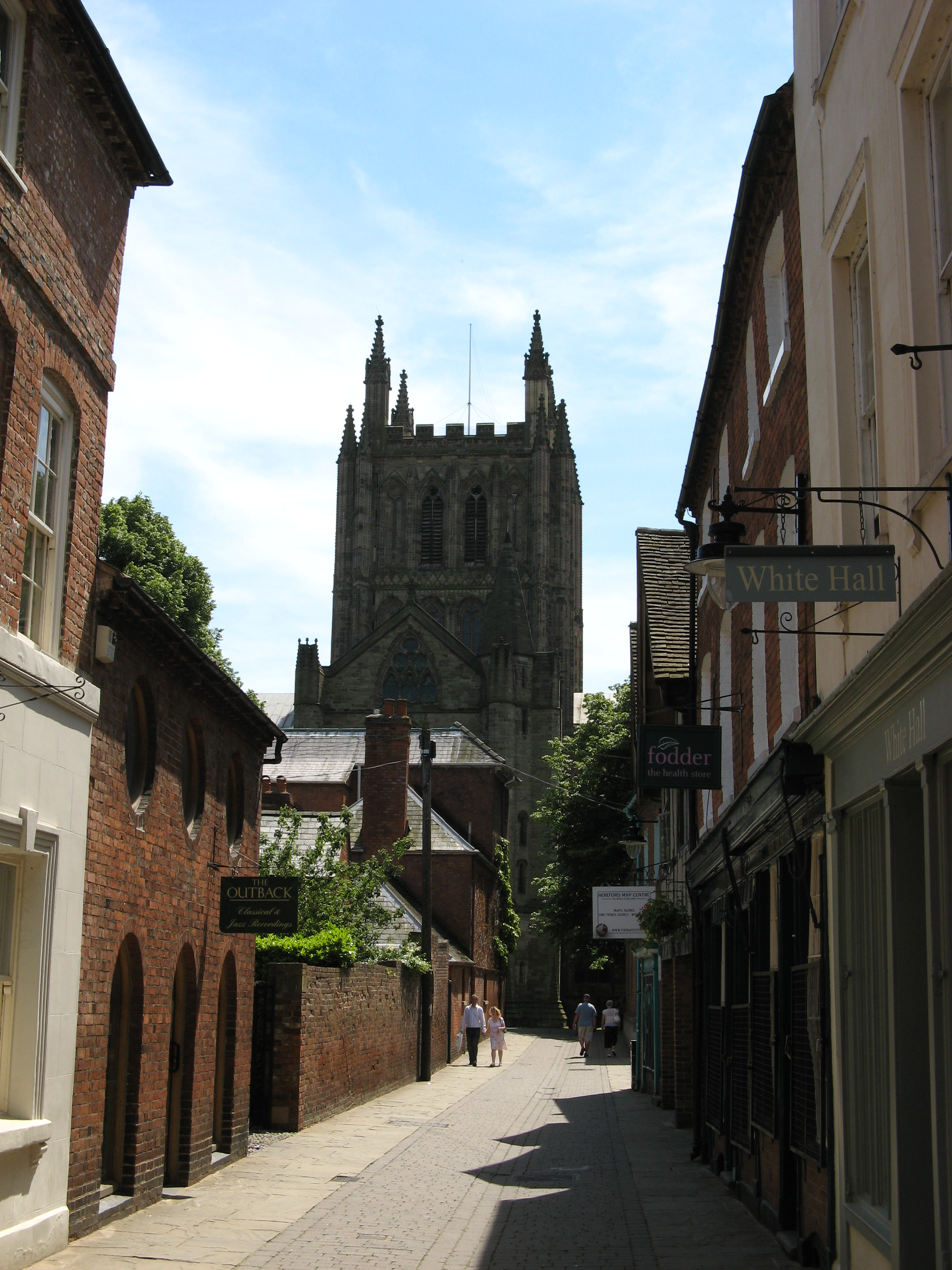
Hereford té estatus de ciutat per tenir una catedral.

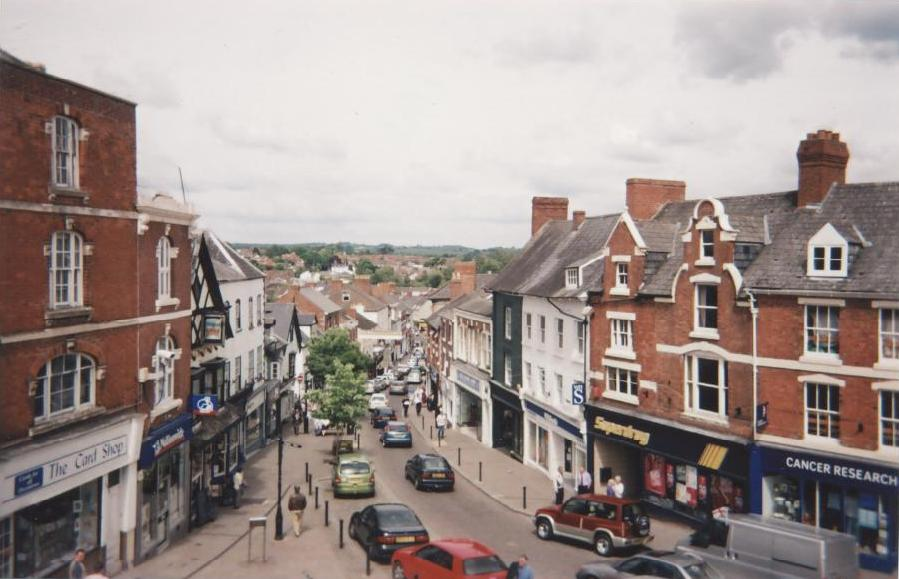
Ross-on-Wye

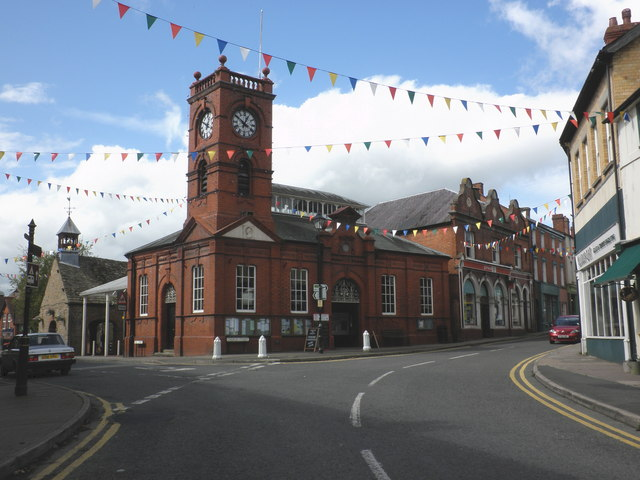
Mercat de Kington

L'única ciutat del comtat amb categoria de city és la capital, Hereford, la resta són viles de mida mitjana o petita. La següent llista mostra les poblacions amb més habitants segons el cens del 2011:
- Hereford (60.415 hab)
- Leominster (10.938 hab)
- Ross-on-Wye (10.582 hab)
- Ledbury (8.862 hab)
- Bromyard (4.117 hab)
- Kington (2.626 hab)
- Credenhill (2.271 hab)
- Lugwardine (1.913 hab)
- Kingstone (1.373 hab)
- Withington (1.131 hab)
- Weobley (1.101 hab)
- Clehonger (1.070 hab)
- Ewyas Harold (1.007 hab)

## Economia
Herefordshire ha estat sempre una zona d'excepcional riquesa agrícola, on les fàbriques van ocupar un lloc secundari, l'única manufactura important va ser la de la llana que va ser un negoci pròsper poc després de la conquesta normanda. El ferro es treballava al hundred de Wormelow des de l'època romana, i al Domesday Book s'esmenten les foneries de Marcle. Durant el regnat d'Enric VIII la contrada es va empobrir i la reina Elisabet va animar la creació d'indústria local com a complement de l'economia agrícola, i es va crear un taller de confecció de barrets a Hereford. El 1580 i el 1637 el comtat va patir epidèmies que van afectar l'economia. Al segle xvii va florir el negoci de la fusta i va començar a tenir renom la poma verda de Herefordshire amb què s'elaborava sidra. Moltes marques de sidra elaboren el seu producte a Herefordshire: Much Marcle, Bulmer i Strongbow Cider.
Segons l'estudi elaborat pel Consell del Comtat, durant el 2013 el 8.1% dels treballadors van demanar una prestació social compensatòria a causa dels baixos ingressos econòmics, que sumats a la gent en atur i les persones incapacitades laboralment per malaltia fan un 10% de la població. Les empreses que donen més llocs de treball en el sector privat són: Cargill Meats (companyia dels EUA que processa carn vacuna), la H. P. Bulmers (fabricant de sidra), i en el sector públic les oficines del consell i el servei de salut.
La següent taula informa sobre l'evolució del producte interior brut regional, desglossat per sectors, amb valors expressats en milions de lliures esterlines. La suma dels valors parcials pot no coincidir amb el total degut als arrodoniments.
| any  | valor afegit brut regional | sector primari | sector secundari | sector terciari |
| ---- | -------------------------- | -------------- | ---------------- | --------------- |
| 1995 | 1.622                      | 218            | 567              | 836             |
| 2000 | 1.885                      | 155            | 643              | 1.087           |
| 2003 | 2.216                      | 185            | 708              | 1.323           |

### Ramaderia bovina

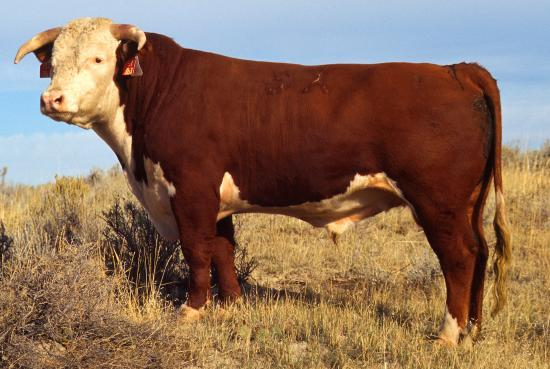
La raça Hereford té el seu origen en aquest comtat encara que actualment es cria en granges a tot el món.

Probablement l'exportació més famosa de Herefordshire sigui la raça bovina Hereford, que són unes criatures dòcils però molt resistents, característiques que les han fet preferides pels grangers de tot el món. Se'n crien als EUA, Sud-amèrica i Austràlia. La seva cria és tan fàcil i estimada que aquesta raça ha estat mascota del club de futbol Hereford United F.C..

### Fruita
El comtat té renom pels seus conreus de pomes i peres i per l'elaboració de sidra. Hi ha moltes plantacions d'aquests arbres per tot el comtat, però no tantes com hi van haver en el passat.

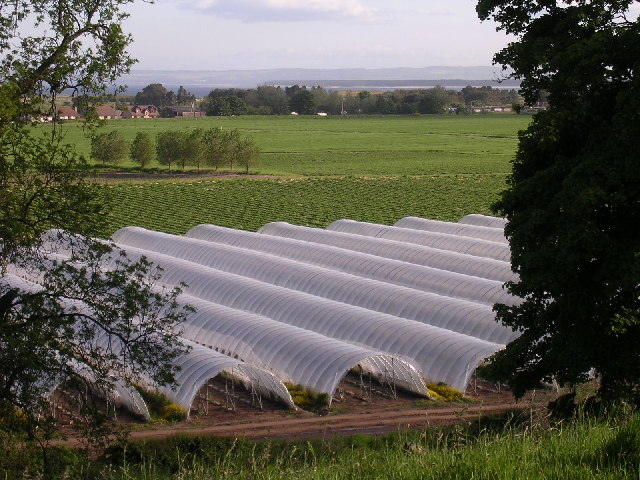
Tipus d'hivernacle emprat per al maduixot.

En els darrers anys les fruites toves, com el maduixot s'han introduït amb èxit en els conreus del comtat, una de les principals raons ha estat la invenció dels hivernacles semicirculars de polietilè, que permeten allargar la temporada del maduixot i fer que siguin d'alta qualitat evitant fruits podrits per la humitat de la pluja. En la collita dels maduixots treballen sobretot persones procedents de l'Europa de l'est, que arriben quan és el temps. Aquests conreus tenen alguns detractors, que pensen que els hivernacles són elements artificials que fan enlletgir el paisatge.
Alguns pagesos han instal·lat il·legalment hivernacles, però el Consell de Herefordshire fa els ulls grossos perquè si s'exerceix molt de control es podria perjudicar l'economia.

### Productes làctics
Anteriorment la majoria de les granges del comtat elaboraven els seus productes làctics, però aquest sector ha fet una dràstica davallada i podria desaparèixer. Els grangers no poden competir amb els preus tan baixos que ofereixen les grans cadenes de supermercats, si tenim en compte que de tant en tant han de comprar equipament nou i han d'eliminar alguns dels animals si estan afectats per malalties com l'encefalopatia espongiforme bovina o la glossopeda.

### Patates
La ramaderia tradicionalment ha predominat sobre l'agricultura, perquè el terreny és força argilós, cosa que fa que el conreu de la patata a gran escala sigui difícil, ja que els tractors no troben un suport ferm sobre el qual avançar en l'època de la recol·lecció. A començaments de la dècada del 1990 van sorgir màquines noves que podien superar aquest problema i la producció de patata va augmentar. Un altre factors va portar els pagesos a prendre aquesta decisió: l'ús pastoral previ va fer que el sòl no estigués infectat amb cucs (l'Heterodera rostochiensis i l' Heterodera pallida), cosa que sí passava a l'est d'Anglaterra on els camps s'han hagut de purgar amb pesticides setmanalment i amb un gran cost. Les patates que es produeixen a Herefordshire són de gran qualitat. La naturalesa intensiva d'aquest conreu implica que només es pot cultivar, de forma viable en un camp determinat, un de cada cinc anys i els anys de guaret es conreen a les mateixes terres: blat, pèsols o mongetes. Com que els pagesos que es dediquen a la patata sempre necessiten més terra que la que en posseïen, lloguen terres. Aquesta demanda de camps de lloguer es va produir en un moment en què la resta de l'economia estava patint una crisi i en seriós declivi. Els pagesos de la patata paguen rendes de 300-500 £ per acre (en contraposició a les 80 lliures que normalment es demanen per acre) diners que van ser ben rebuts perquè terratinents poguessin superar les dificultats econòmiques que arrossegaven. Alguns han invertit l'excel·lent collita de patata per elaborar vodka.